# Francis Judd Cooke
Francis Judd Cooke (* 28. Dezember 1910 in Honolulu; † 18. Mai 1995 in Lexington/Massachusetts) war ein US-amerikanischer Komponist, Organist, Pianist, Cellist, Dirigent und Musikpädagoge.

## Biografie
Francis Judd Cooke begann früh zu komponieren, seine ersten gültigen Werke entstanden, als er vierzehn Jahre alt war. Nach einem Musikstudium an der Yale University war er ab 1933 zwei Jahre Kompositionsschüler von Charles Martin Loeffler. 1935 setzte er seine Ausbildung bei Donald Francis Tovey an der University of Edinburgh fort, wo er 1938 den Grad eines Bachelor of Music (mit Auszeichnung) erhielt. Während seines Studiums in Schottland heiratete er die Bratschistin May Ludwig, mit der er sich in Lexington niederließ.
1939 holte ihn sein Freund Quincy Porter an das New England Conservatory of Music. Dort unterrichtete er bis 1970 Komposition, Kontrapunkt, Formenlehre, Musikinterpretation und Musikliteratur. Daneben unterrichtete er an der Yale University (1959–1960) und am Wellesley College (1973–1979). Zu seinen Studenten zählten Sarah Caldwell, Stephen Casale, Halim El-Dabh, David Epstein, Ercolino Ferretti, William Hibbard, Billy Jim Layton, Ruth Lomon, Richard Ronsheim, Albert Tepper und Luise Vosgerchian. Das New England Conservatory verlieh ihm 1974 einen Ehrendoktortitel.
In seiner Heimatstadt Lexington wirkte Cooke von 1955 bis 1981 als Organist und Chorleiter an der First Parish Church. Dort brachte er viele seiner Chor-, Orgel- und kammermusikalischen Werke zur Uraufführung und spielte im Lauf der Jahre sämtliche Orgelpräludien und -fugen von Johann Sebastian Bach. Gelegentlich trat er in Konzerten auch als Cellist, Pianist oder Dirigent auf.
1981 beendete ein Schlaganfall seine Laufbahn als ausführender Musiker, und er widmete sich ganz der Komposition. In den letzten vierzehn Jahren seines Lebens entstanden zahlreiche Chor- und Orchesterwerke sowie Kammermusik für Streicher, Holz- und Blechbläser.